# Montamel
Montamel település Franciaországban, Lot megyében. Lakosainak száma 91 fő (2022. január 1.). Montamel Frayssinet, Gigouzac, Lamothe-Cassel, Mechmont, Peyrilles, Saint-Germain-du-Bel-Air és Ussel községekkel határos.

## Népesség
A település népességének változása:
| Lakosok száma | 100  | 78   | 76   | 97   | 102  | 106  | 108  | 99   | 94   | 91   |
|               | 1968 | 1982 | 1990 | 2006 | 2013 | 2015 | 2017 | 2019 | 2020 | 2022 |